# Чемпіонат Рівненської області з футболу 2016
Чемпіонат Рівненської області з футболу 2016 — чемпіонат Рівненської області, що проводиться під егідою Федерацією Футболу Рівненської області.
У 2016 році порівняно з попереднім обласним сезоном відбулись такі зміни: знялась із змагань Першої ліги команда Вельбівно, команда ФК Гоща-АМАКО поміняла назву на ФК АГАТ (Гоща), а новим учасником головного дивізіону Рівненщини став срібний призер Другої ліги – ФК Млинів. Значні зміни відбулись у другій лізі чемпіонату області з футболу. Через значну кількість бажаючих взяти участь в чемпіонаті керівництво місцевої федерації футболу змінило формат змагань. В другі лізі кількість учасників виросло з 10 до 17 команд, тому було утворено дві групи по географічному принцип. Група Північ налічувала 7 команд, група Південь - 10 учасників. По 2 найкращі команди з кожної групи вийшли до фінального етапу змагань із "золотими" очками, де і визначатили переможця Другої ліги. Порівняно з минулим роком другу лігу поповнили вже вищезгадана команда з Вельбівно, Сокіл (Садове), АГАТ (Симонів), Імпульс (Дубно), Коливань (Клевань), Стир (Демидівка), Горинь (Дубровиця), ФК Рафалівка, Граніт (Томашгород).
Варто відзначити що дві команди з Рівненської області - ОДЕК та Малинськ успішно беруть участь Чемпіонаті України серед аматорів

## Перша ліга
| 1 ліга - турнірна таблиця |                           |    |    |   |    |       |         |      |
| Місце                     | Команда                   | І  | В  | Н | П  | Голи  | Різниця | Очки |
| 1                         | ОДЕК (Оржів)              | 18 | 16 | 1 | 1  | 55-15 | +40     | 49   |
| 2                         | ФК Малинськ               | 18 | 14 | 2 | 2  | 47-15 | +32     | 44   |
| 3                         | Маяк (Сарни)              | 18 | 11 | 6 | 1  | 33-13 | +20     | 39   |
| 4                         | АГАТ (Гоща)               | 18 | 9  | 1 | 8  | 33-29 | +4      | 28   |
| 5                         | ФК Садове                 | 18 | 8  | 1 | 9  | 33-35 | -2      | 25   |
| 6                         | Сокіл (Радивилів)         | 18 | 7  | 2 | 9  | 26-25 | +1      | 23   |
| 7                         | ФК Млинів                 | 18 | 7  | 2 | 9  | 27-36 | -9      | 23   |
| 8                         | Случ (Березне)            | 18 | 4  | 3 | 11 | 17-36 | -19     | 15   |
| 9                         | Ізотоп-РАЕС (Вараш)       | 18 | 3  | 3 | 12 | 18-30 | -12     | 12   |
| 10                        | Волинь-Цемент (Здолбунів) | 18 | 0  | 1 | 17 | 4-59  | -55     | -2   |

Кращі бомбардири: Віталій Брикса (ФК "Малинськ") - 14 голів, Тарас Новосад ("Сокіл") - 13 (3 з пенальті), Володимир Гайдук (ФК "АГАТ") - 11 (4), Олександр Апанчук (ОДЕК) - 10 (2).

## Друга ліга
| 2 ліга: група "Північ" - турнірна таблиця |                        |    |   |   |    |       |         |      |
| Місце                                     | Команда                | І  | В | Н | П  | Голи  | Різниця | Очки |
| 1                                         | ФК Рафалівка           | 12 | 9 | 2 | 1  | 38-10 | +28     | 29   |
| 2                                         | Колос (Кричильськ)     | 12 | 9 | 2 | 1  | 25-7  | +18     | 29   |
| 3                                         | Горинь (Дубровиця)     | 18 | 7 | 3 | 2  | 32-14 | +18     | 24   |
| 4                                         | Полісся (Рокитне)      | 12 | 5 | 1 | 6  | 21-26 | -5      | 16   |
| 5                                         | ФК Костопіль           | 12 | 5 | 1 | 6  | 18-30 | -12     | 16   |
| 6                                         | Енергія (Володимирець) | 12 | 1 | 1 | 10 | 13-39 | -26     | 4    |
| 7                                         | Граніт (Томашгород)    | 12 | 1 | 0 | 11 | 10-31 | -21     | 3    |

| 2 ліга: група "Південь" - турнірна таблиця |                      |    |    |   |    |       |         |      |
| Місце                                      | Команда              | І  | В  | Н | П  | Голи  | Різниця | Очки |
| 1                                          | Верес-Водник (Рівне) | 18 | 12 | 3 | 3  | 46-23 | +23     | 39   |
| 2                                          | Імпульс (Дубно)      | 18 | 12 | 2 | 4  | 36-13 | +23     | 38   |
| 3                                          | Сокіл (Садове)       | 18 | 12 | 2 | 4  | 39-19 | +20     | 38   |
| 4                                          | Калина (Бугрин)      | 18 | 9  | 2 | 7  | 44-29 | +15     | 29   |
| 5                                          | Коливань (Клевань)   | 18 | 7  | 5 | 6  | 28-29 | -1      | 26   |
| 6                                          | Острог-Академія      | 18 | 7  | 2 | 9  | 24-25 | -1      | 23   |
| 7                                          | Вельбівно            | 18 | 6  | 3 | 9  | 30-29 | +1      | 21   |
| 8                                          | АГАТ (Симонів)       | 18 | 6  | 3 | 9  | 22-37 | -15     | 21   |
| 9                                          | Стир (Демидівка)     | 18 | 4  | 0 | 14 | 27-65 | -38     | 12   |
| 10                                         | Зоря                 | 18 | 2  | 4 | 12 | 12-39 | -17     | 10   |

Кращий бомбардир: Василь Теребійчук (Сокіл) - 15 (2) голів, Цимбалюк Михайло (Калина) - 14 (1), Мельник Юрій (Верес-Водник) - 13, Письмак Ярослав (Імпульс) - 13 (4).

## Друга ліга. Фінал.
| 2 ліга: група "Північ" - турнірна таблиця |                    |   |   |   |   |      |         |      |
| Місце                                     | Команда            | І | В | Н | П | Голи | Різниця | Очки |
| 1                                         | ФК Рафалівка       | 6 | 5 | 0 | 1 | 11-6 | +5      | 15   |
| 2                                         | Колос (Кричильськ) | 6 | 5 | 0 | 1 | 10-6 | +4      | 15   |
| 3                                         | Імпульс Дубно      | 6 | 1 | 1 | 4 | 4-8  | -4      | 4    |
| 4                                         | Верес-Водник Рівне | 6 | 0 | 1 | 5 | 7-12 | -5      | 1    |

Золотий матч. Колос (Кричильськ) - ФК Рафалівка - 4:1